# Jerzy Kazimierz Wolff
Jerzy Kazimierz Wolff (* 4. März 1902 in Pokrzywnica; † 1985 in Laski bei Warschau) war ein polnischer Maler, Kunsthistoriker und -Kritiker, Publizist und katholischer Priester.

## Leben
Der Großvater von Jerzy Wolff war August Robert Wolff, der Mitbegründer des bekannten polnischen Verlages Gebethner i Wolff. Seine Kindheit verbrachte er in der Gegend von Sandomierz. Sein Abitur legte Wolff in Warschau ab. Er studierte von 1920 bis 1926 an der Kunstakademie in Krakau unter Ignacy Pieńkowski, Felicjan Szczęsny Kowarski und Jan Wojnarski. Im Anschluss an sein Studium in Krakau wurde er Mitglied des Pariser Komitees. Von 1929 bis 1933 lebte er in Paris, wohin er Józef Pankiewicz und dessen Malschule gefolgt war. Von den französischen Museen, dem Stil und der Kultur Frankreichs war er fasziniert. Ab 1936 lebte Wolff dann in Warschau. Vor dem Zweiten Weltkrieg war er Mitglied der „Zwornik“-Gruppe. Nach dem Krieg war er im Verband der Polnischen Bildenden Künstler ZPAP aktiv, von 1946 bis 1948 als Vize-Präsident. Zwischen 1948 und 1958 stellte Wolff das Malen ein, da er im Jahr 1952 zum Priester geweiht wurde. 1958 zog er in eine Institution für Blinde in die Ortschaft Laski, wo er wieder mit dem Malen begann.

## Werk
Wolff malte Landschaften, Stillleben und religiöse Bilder.  Der Künstler war außerdem Kunstkritiker. Seine Artikel wurden in Kunstzeitschriften veröffentlicht und er schrieb Bücher über die Maler Aleksander Gierymski und Zygmunt Waliszewski. Er stellte mehrfach seine Werke aus; so auf einer Ausstellung im Warschauer Nationalmuseum im Jahr 1961, auf dem Festival der zeitgenössischen Kunst in Stettin im Jahr 1960 und in der Galeria Zachęta 1965. Im Ausland wurden seine Bilder in Nizza und 1932 in Paris, in West-Berlin, Wien und 1974 in Kopenhagen gezeigt. Er erhielt den Cyprian Kamil Norwid Art Critics Award 1974 und eine Auszeichnung der Alfred Jurzykowski Foundation aus New York im Jahr 1979. Eine posthume Ausstellung mit Bildern aus dem Fundus des Warschauer Nationalmuseum wurde ihm 2007 in Izabelin bei Warschau gewidmet. Neben dem Warschauer Nationalmuseum sind auch die Nationalmuseen in Breslau, Krakau und Posen, das polnische Museum Amerikas in Chicago und die Vatikanmuseen im Besitz von seinen Bildern.

## Sonstiges
Am 30. September 2010 wurde im polnischen staatlichen Fernsehsender TVP Kultura der 1995 von Henryk Urbanek gedrehte 30-minütige Dokumentarfilm „Strefa sztuki – Pejzaże polskie Jerzego Wolffa“ über das Leben des Malers ausgestrahlt.